# Teorema de integrabilitate a lui Frobenius
Teorema lui Frobenius stabilește condiții necesare și suficiente de integrabilitate pentru sisteme de forme diferențiale. Este o teoremă importantă a geometriei diferențiale, cu interpretare geometrică ușor de înțeles, legată de analiza vectorială obișnuită. Ea apare în fizică în legătură cu formularea lui Carathéodory a principiului al doilea al termodinamicii.

## Punerea problemei
O 1-formă diferențială (sau formă Pfaff) Ω este o expresie:

 
unde a1,a2,..,an sunt funcții netede (cu cel puțin o derivată continuă) de x=(x1,x2,..xn) iar dxi sunt diferențiale (deplasări infinitezimale în direcțiile xi). Dacă funcțiile x1(t),....xn(t), t ε [t0,t1], parametrizează o curbă C în spațiul n-dimensional Rn, se poate defini univoc integrala :

Astfel de integrale apar în mod curent în calculul lucrului mecanic efectuat asupra unui sistem cu n grade de libertate. Funcțiile ai(x) sunt „forțele”, presupuse cunoscute ca funcții de x.

### Diferențiale totale
În fizică, o situație cu un interes deosebit este aceea în care forțele ai derivă dintr-un potențial, adică există o funcție V(x) astfel incât 

În această situație, 1-forma Ω este diferențiala totală a funcției -V:

O consecință importantă este că integrala formei Ω este în acest caz independentă de drum: într-adevăr,

iar forma drumului nu joacă nici un rol.
Chestiunea care se ridică este cum putem recunoaște, inspectând coeficienții ai, dacă forma Ω reprezintă o diferențială totală. Răspunsul este bine cunoscut:dacă Ω este definită într-o vecinătate (stelată) U a unui punct x0, atunci: 

Condiția necesară și suficientă pentru ca Ω să fie diferențiala totală a unei funcții F(x) definită în U este ca, pentru orice pereche de indici i,j și pentru orice x ε U:

Necesitatea rezultă din faptul că, dacă există o funcție F astfel incât ∂F/∂xi=ai pentru toți indicii i, atunci derivatele ei mixte sunt egale (întrucât ai au derivate continue): 

Suficiența se arată construind explicit functia F(x) pornind de la valoarea ei (care 
poate fi prescrisă arbitrar) într-un punct luat pentru conveniență x0=0 (=(0,0,0,..0)) prin:

 
unde L este segmentul de dreaptă care unește 0 cu x=(x1,x2,..xn). Dreapta este parametrizata de xi'=t xi, t ε (0,1) și atunci:

Arătăm că, într-adevăr: ∂F/∂xk= ak , pentru toți k=1,..n, dacă simetria (I) e indeplinită:

 unde în ultimul pas am integrat prin părți.

#### Legătura cu analiza vectorială
În 3 dimensiuni, dacă axele de coordonate sunt ortogonale,relația (I) exprimă faptul bine cunoscut (de exemplu în electrostatică): Câmpul de vectori cu componente (a1(x),a2(x),a3(x)) derivă dintr-un potențial dacă și numai dacă rotorul său se anulează. Rotorul este câmpul de vectori (r1,r2,r3) asociat lui (a1,a2,a3) prin:

#### Invarianța la schimbări de coordonate
Proprietatea unei 1-forme de a fi o diferențială totală nu depinde de sistemul de coordonate ales; criteriul (1.6)este și el invariant: la o schimbare arbitrară de coordonate xi= xi(x'1,x'2,...x'n nesingulară 1-forma Ω devine:

Dacă notăm 

 se verifică ușor că:

 ceea ce arată direct că egalitatea (1.6) (Dij=0) e satisfăcută în orice sistem de coordonate, dacă e îndeplinită într-unul oarecare.

### Integrabilitate
Ecuația Ω=0 definește în fiecare punct x=(x1,x2,...xn) un plan în „coordonatele” dx1,...dxn . Dacă Ω este o diferențială totală a unei funcții F(x), acest plan coincide cu planul tangent la suprafața F = constant. Putem zice că planele definite de Ω=0 "infășoară" suprafața F=const.
 Ecuația Ω=0 poate fi privită și ca o ecuatie diferențială pentru una din coordonate, de exemplu xn: Lăsând punctul descris de celelalte n-1 coordonate să descrie in Rn-1 o curbă C: x1(t),...xn-1(t), ecuația Ω=0 devine o ecuație pentru variația cu parametrul t a coordonatei xn(t). Dacă Ω este o diferențială totală atunci, independent de modul în care am ales curba C, punctul (x1(t),...xn-1(t),xn(t))descrie o curbă C1 aflată în întregime pe suprafața F=const (vezi Fig.1), unde constanta depinde de condițiile inițiale:

 deci F=const.

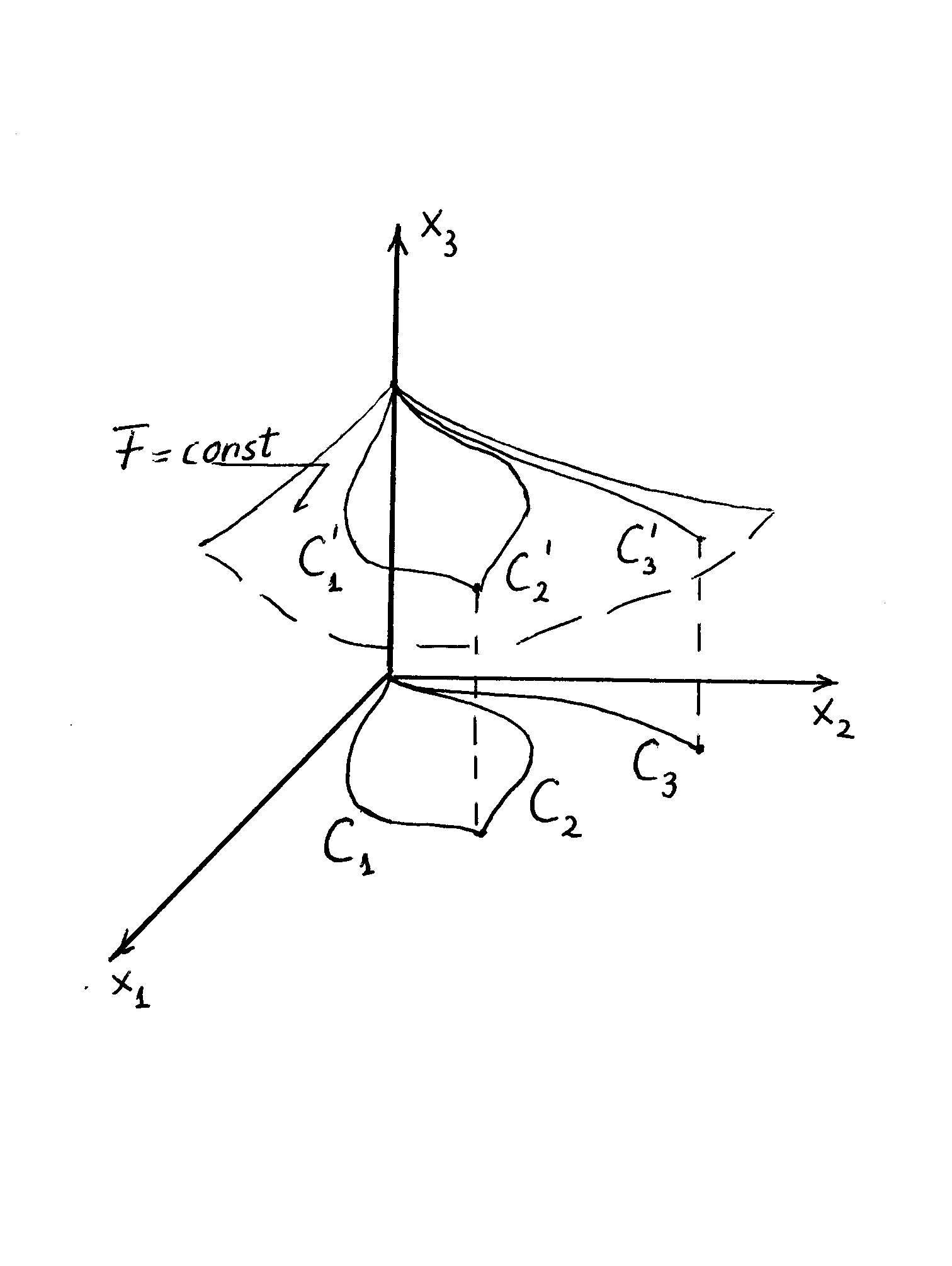
Fig.1.Integrabilitate:Toate soluţiile ecuaţiilor diferenţiale date de Ω=0 se găsesc pe aceeaşi suprafaţă

Aceste proprietăți pot rămâne adevărate si atunci cand Ω nu este o diferențială totală: pentru ca Ω=0 și dF = 0 să descrie același plan este suficientă proporționalitatea coeficienților diferențialelor dxi cu un factor depinzând de punctul x = x1,...,xn): 

. Forma Ω o scriem atunci:

 Spunem despre o formă Ω care satisface astfel de relații că este integrabilă. Factorul μ(x) se numește factor integrant(d). Factorul integrant(d) nu este unic definit: el poate fi înmulțit cu o funcție oarecare Ψ(F) și atunci:

În general (când factorul μ are o dependență reala de x), integrala formei Ω este dependentă de drumul de integrare. Totuși, așa cum se întâmplă pentru diferențialele totale, toate soluțiile ecuației diferențiale reprezentate de ecuația Ω=0 se găsesc pe aceeași suprafață F(x)=constant. De asemenea, (hiper)planele Ω=0 „infășoară” această suprafață (coincid în fiecare punct cu planul tangent la ea).
Pentru o 1-formă arbitrara Ω aceste proprietăți nu sunt adevărate. Un exemplu pentru care neintegrabilitatea poate fi verificată foarte ușor direct este:

integrând ecuația diferențială pentru z(x)obținută din Ω=0 de-a lungul dreptei y=x pornind din origine cu condiția inițială z(0,0)=0 obținem z(1,1)=0; integrând de-a lungul parabolelor y=ax2+(1-a)x obținem z(1,1)=a/3k (vezi Fig.2).

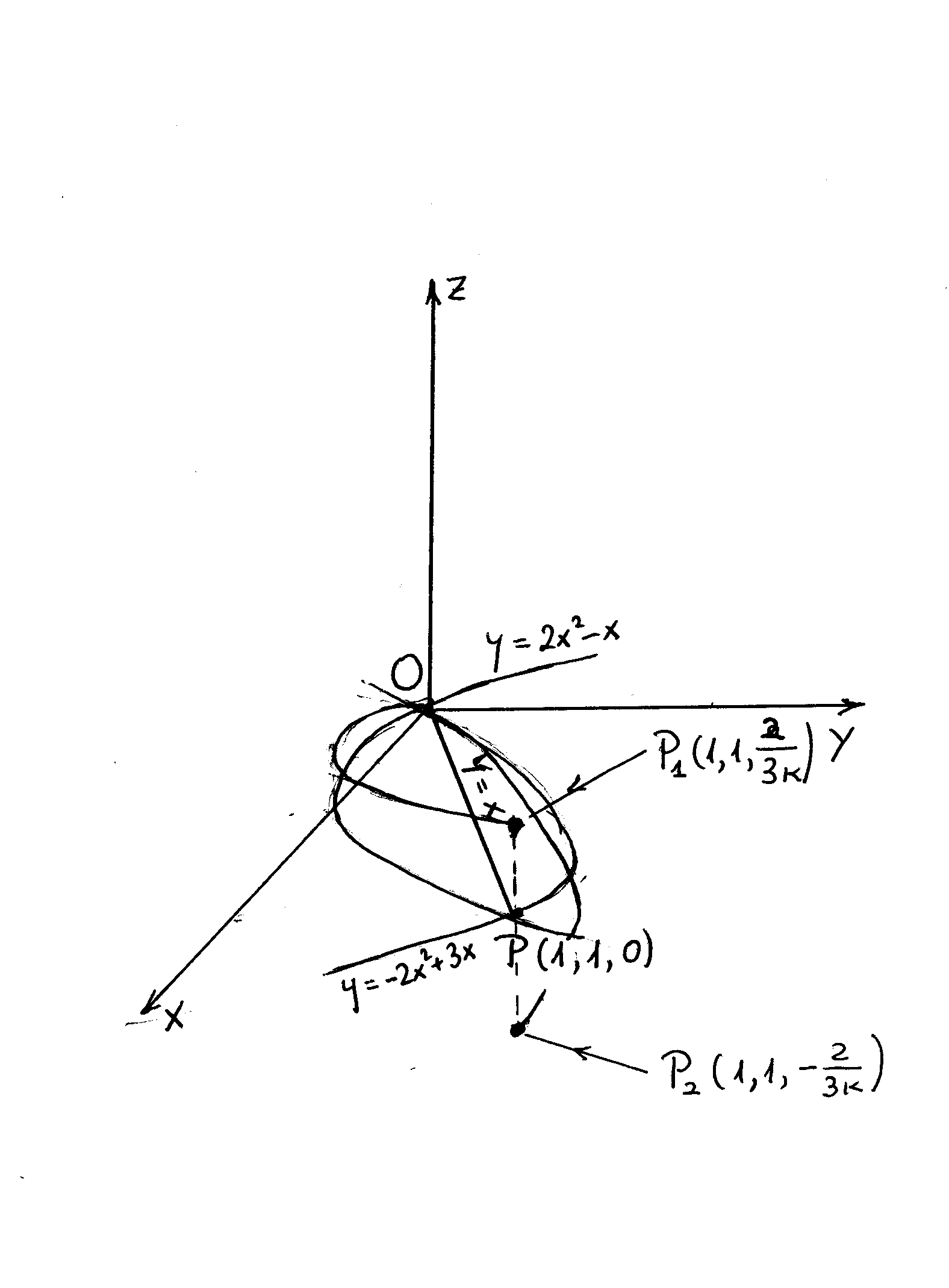
Fig.2.Neintegrabilitate:Integrarea pe drumuri diferite duce la rezultate diferite

Proprietatea de integrabilitate este invariantă atât la schimbări de coordonate (vezi §1.2.1) cât și la înmulțirea formei Ω cu o funcție oarecare de x."Integrarea" 1-formei Ω înseamnă găsirea unei schimbări "inteligente" de variabile xi = xi(x'1,...x'n), i=1,...,n, astfel încât, în noile variabile, coeficienții tuturor diferențialelor să se anuleze, cu excepția unuia singur. Intuitiv, dacă ecuațiile suprefețelor "înfășurate" de planele Ω=0 sunt cunoscute: xn=xn(x1,x2,...xn-1,xn0), unde xn0 este coordonata intersecției lor cu axa xn și dacă ∂xn/∂xn0 ≠ 0, atunci o astfel de schimbare de variabile se obține din soluția acestei ecuații față de xn0: xn0=xn0(x1,x2,..xn) și punând x1' = x1, x2'=x2,...x'n-1=xn-1 , x'n=xn0. În noile coordonate, ecuația suprafețelor devine simplu xn0 = const. (Vezi Fig.3)

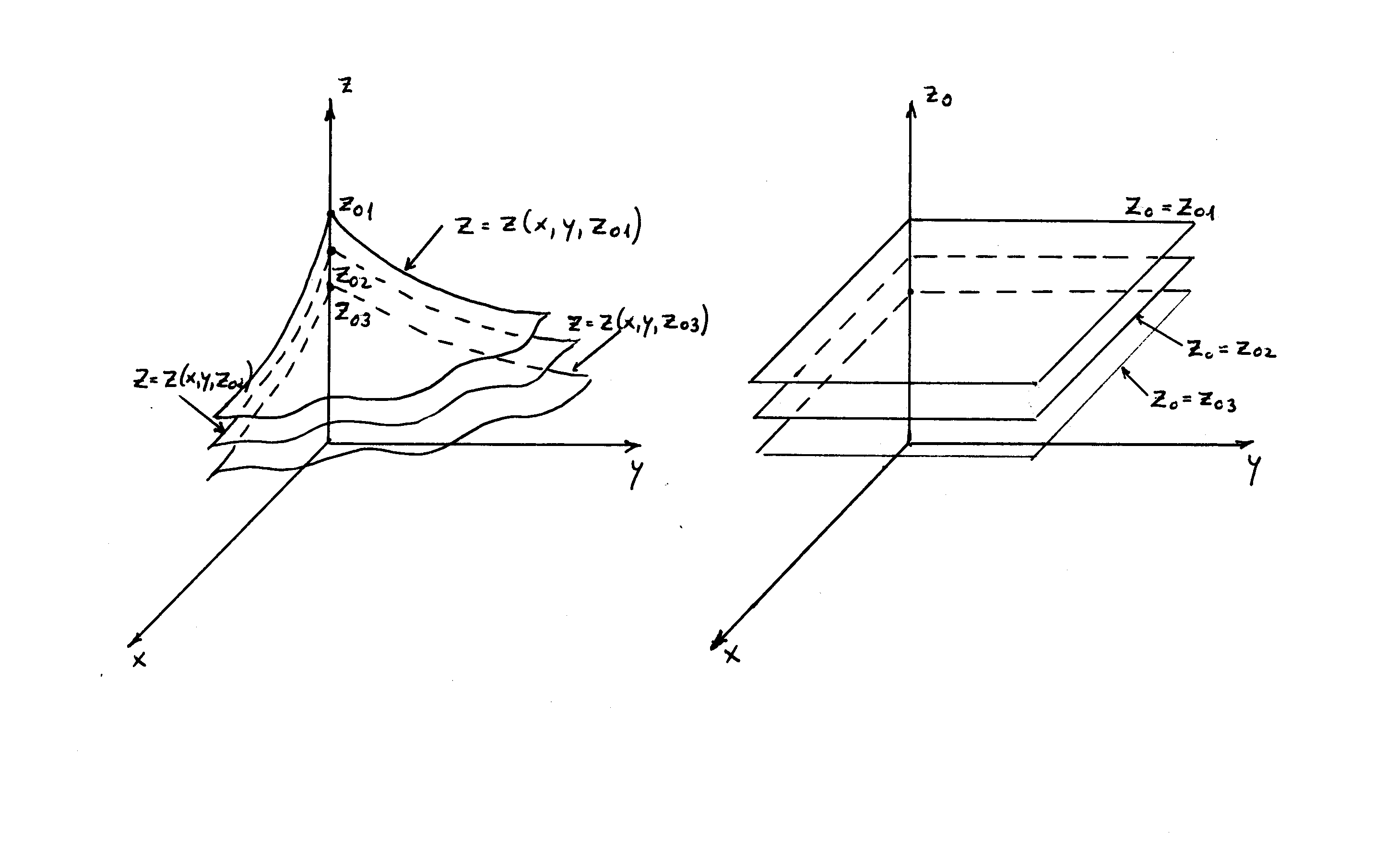
Fig.3.Suprafeţele înfăşurate de planele Ω=0 pot fi transformate în (hiper)plane paralele

Teorema lui Frobenius enunță condiții asupra coeficientilor ai(x) necesare și suficiente pentru ca 1-forma Ω să fie integrabilă. Aceste condiții sunt evident, mai puțin restrictive decât cele date de (1.6) pentru. diferențiale totale.

### Relevanța în termodinamică
În formularea termodinamicii după Carathéodory principiul al doilea este în mare măsură exprimat prin afirmația că forma diferențială DQ care reprezintă cantitatea de caldură schimbată de un sistem (simplu) cu exteriorul în cursul unui proces reversibil este integrabilă, în sensul paragrafului precedent. Forma DQ este :

unde x1,x2,...xn sunt parametri geometrici ai sistemului, Yi sunt „forțele” corespunzătoare (care pot duce la modificarea lor) iar U este energia internă , care - după principiul intâi - este o funcție univocă de parametrii care descriu starea sistemului. Aceștia sunt  x1,x2,... și un parametru intensiv x0(în mod obișnuit presiunea p sau temperatura T). Scriind expresia (1.17) am presupus că ecuația U=U(x0,x1,x2,..xn) este rezolvabilă în raport cu x0, și deci că putem să folosim variabila U în locul acestuia. Forma DQ nu are o integrală independentă de drum, dar toate soluțiile ecuatiei DQ=0, adică multimea punctelor (U,x1,x2,...xn) care sunt accesibile de la un punct inițial (U0,x10,...xn0) prin procese adiabatice și reversibile se găsesc pe o suprafață:

 Acestea sunt suprafețele de entropie constantă. După Carathéodory, acesta este modul natural de a introduce conceptul de entropie.
Teorema lui Frobenius implică anumite constrângeri asupra parametrilor de forță Yi(U,x1,x2,..xn) prin care se asigură integrabilitatea formei DQ. 

## Situația n=3 în detaliu

### Cazul preliminar n=2
O formă diferențială care conține numai doi termeni:

este totdeauna integrabilă împrejurul unui punct (x00,y00), dacă cel puțin unul din coeficienți nu se anulează. Într-adevar, daca b(x00,y00) ≠ 0, ecuația:

are o soluție unică y(x,y0) definită intr-o vecinătate Ux X Uy a lui (x00,y00), cu derivate continue față de ambele variabile și astfel incât y(x00,y0)=y0 pentru un y0 în Uy. Deoarece ∂y(x,y0)/∂y0 tinde către 1 când x tinde către x00 , putem rezolva ecuația y=y(x,y0) față de y0 pentru x și y într-o vecinătate suficient de mică a lui (x00,y00):

Când înlocuim în membrul drept pe y cu y(x,y0), soluția ecuației diferențiale, obținem o identitate: spunem că y0(x,y) este o integrală primă a ecuației diferențiale: o funcție constantă de-a lungul soluțiilor ecuației.
Scriind diferențiala totală a funcției y(x,y0):

 deducem : 

 și identificăm factorul integrand cu 
(∂y/∂y0)(x,y))b(x,y). În concluzie, schimbarea de variabile (2.3) (și x'=x) "integrează" 1-forma Ω : soluțiile lui Ω=0 sunt y0 = const (vezi Fig.4). În 2 dimensiuni, aceasta este totdeauna posibil.

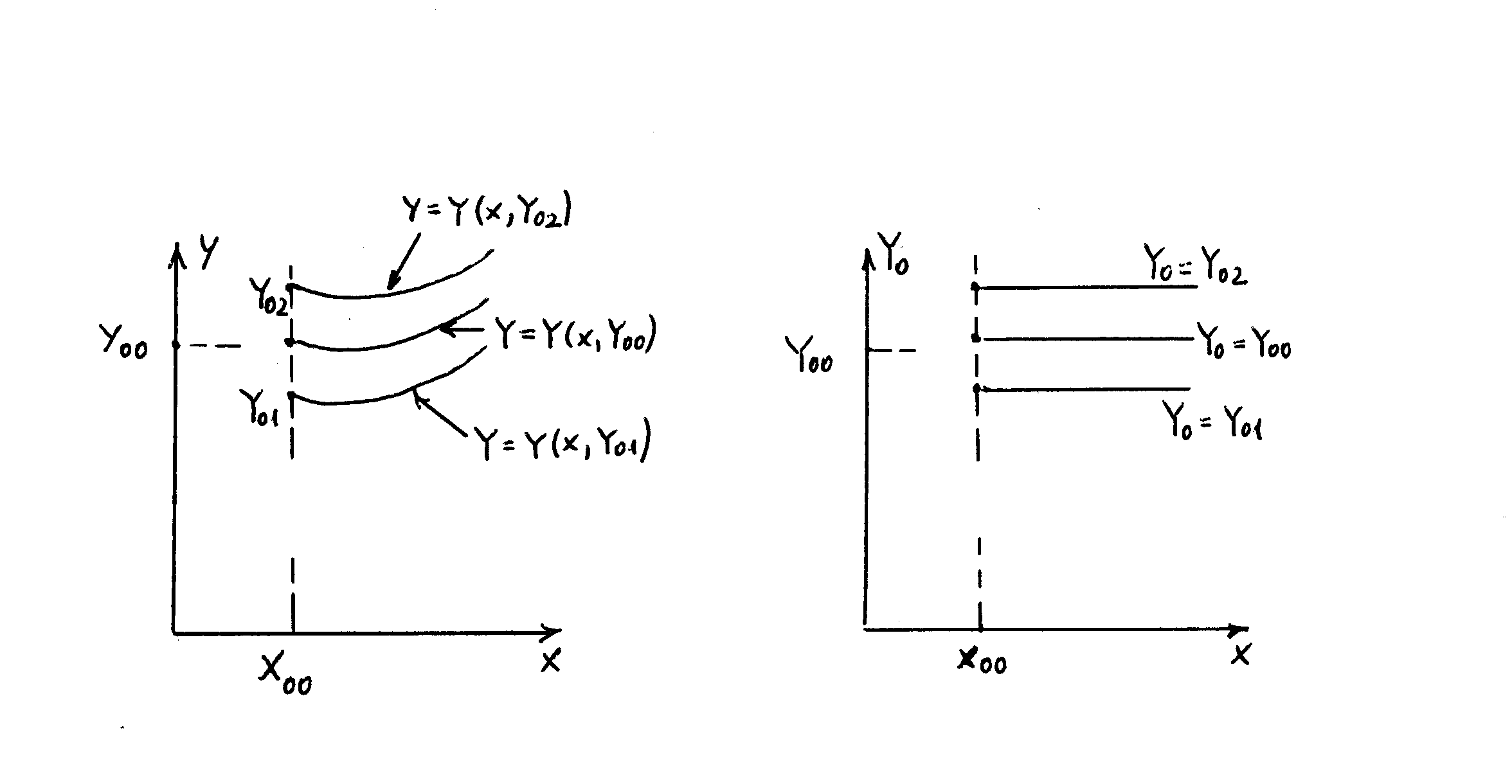
Fig.4:Integrabilitatea pentru n=2

### Comentariu cu privire la termodinamică
Interpretarea (inversului) temperaturii absolute ca factor integrand al cantității de căldură este datorită lui Helmholtz. Faptul că pentru n=2 găsirea factorului integrand este simplă și totdeauna posibilă face ca termodinamica să poată fi prezentată fără dificultățile matematice 
legate de forme diferențiale generale: într-adevăr, mărimile legate de obiectele standard de studiu (gazele) sunt forme diferențiale cu n=2 :

 Dacă ne restrângem la astfel de sisteme, 
cazul n=3 - care se dovedește a fi esențial pentru analiza echilibrului termic - poate fi tratat fără a face recurs la "teoria generală" urmând pe Max Planck. O prezentare detaliată a procedurii sale se găsește într-un articol separat
.

### Condiția lui Frobenius pentru n=3
Pentru n≥3 1-formele diferențiale nu sunt integrabile, decât dacă anumite condiții asupra coeficienților lor sunt îndeplinite. Deducția acestor condiții pentru n=3 o prezentăm aici; cazul general (n oarecare) păstrează același spirit și este tratat sumar în paragraful următor. Presupunem că ne aflăm într-o vecinătate a unui punct (x00,y00,z00) unde cel puțin unul din coeficienții a(x,y,z),b(x,y,z),c(x,y,z) ai formei 

nu se anulează. Presupunem că acesta este c(x,y,z), astfel incât (impărțind cu c(x,y,z) și renotând a/c cu a, b/c cu b)) este suficient să considerăm formele:

Prin analogie cu n=2, considerăm intâi ecuația:

care poate fi privită ca o ecuație diferențială pentru z(x) pentru orice fel de alegere a unei functii y(x,y00) cu y(x00) = y00. Soluțiile tuturor acestor ecuații se află pe aceeași suprafață z=z(x,y,z00) dacă, pentru orice alegere a lui y(x,y00), funcția z(x,y(x,y00),z00) verifică relația (2.8) :

 Cum y(x,y00) este arbitrar, aceasta este posibil numai dacă:

 pentru orice x,y în vecinătatea lui (x00,y00)Aceste două ecuații pentru z(x,y,z00) pot admite o solutie numai dacă ∂2z/∂x∂y este același, indiferent dacă e calculat prin prima sau a doua ecuație. Această condiție este:

 substituind pentru ∂z/∂x,∂z/∂y expresiile (II) obținem condiția necesară:

Raționamentul poate fi repetat pentru orice punct (x00,y00,z0), cu z0 într-o vecinătate suficient de mică a lui z00; obținem suprafețe z(x,y,z0) care verifică ecuația (2.12) și pentru care z(x00,y00,z0)=z0. Pentru ele ∂z/∂z0 tinde către 1 când x,y tind catre x00,y00. Deci putem rezolva ecuația z=z(x,y,z0) față de z0 pentru x,y,z suficient de aproape de (x00,y00,z00). Deducem că ecuația (2.12) este satisfăcută pentru orice (x,y,z) în această vecinătate.
Condiția (2.12) poate fi scrisă în mod simetric fata de coeficienții a(x,y,z),b(x,y,z),c(x,y,z) (revenind la notațiile inițiale înlocuind in (2.12) a(x,y,z) și b(x,y,z) cu a(x,y,z)/c(x,y,z) și b(x,y,z)/c(x,y,z):

 Dacă direcțiile axelor x,y,z sunt reciproc ortogonale, această expresie înseamnă că rotorul câmpului de vectori cu componente a(x,y,z),b(x.y.z),c(x,y,z) nu trebuie să fie neapărat zero (așa cum este în cazul diferențialelor exacte, vezi condiția (1.6)) ci numai componenta lui de-a lungul normalei planului Ω = adx + bdy + cdz = 0 trebuie să se anuleze. În paragraful următor arătăm cum condiția (2.13) trebuie generalizată la n dimensiuni.
Remarcă:dacă b=0, atunci condiția (2.12) se reduce la ∂a/∂y=0:dacă diferențiala dy nu apare, atunci, pentru ca 1-forma Ω să fie integrabilă, trebuie ca variabila y să nu mai apară de loc în coeficienții formei. Dacă coeficientul lui dz depinde de x, atunci dependența de y dispare după ce Ω a fost împărțită cu acest coeficient. 
Folosind această remarcă, arătăm  acum suficiența condiției (2.13) și cum se poate construi explicit funcția z(x,y). Considerăm pentru aceasta la fiecare x fixat (dx=0) ecuația diferențială pentru z(x,y):

care are, într-o vecinătate U a punctului considerat (x00,y00,z00) o soluție z(x,y,z1), unde variabila z1 este definită de condiția inițială : z(x,y00,z1) = z1. La fiecare x fixat, ecuația z=z(x,y,z1) poate fi rezolvată față de z1, ca mai sus. Facem acum schimbarea de variabile:

 unde am folosit soluția ecuației (2.14); după această transformare, 1-forma Ω devine:

 Dar în virtutea ecuației (2.14) termenii conținând pe dy dispar. După remarca de mai sus, dacă (2.13) este satisfăcută, atunci în noile variabile x,y,z1, dependența de y trebuie să dispară complet când coeficientul lui dx sau dz1 este o constantă:

Dar atunci Ω' nu conține decât două variabile și este integrabilă după § 2.1.

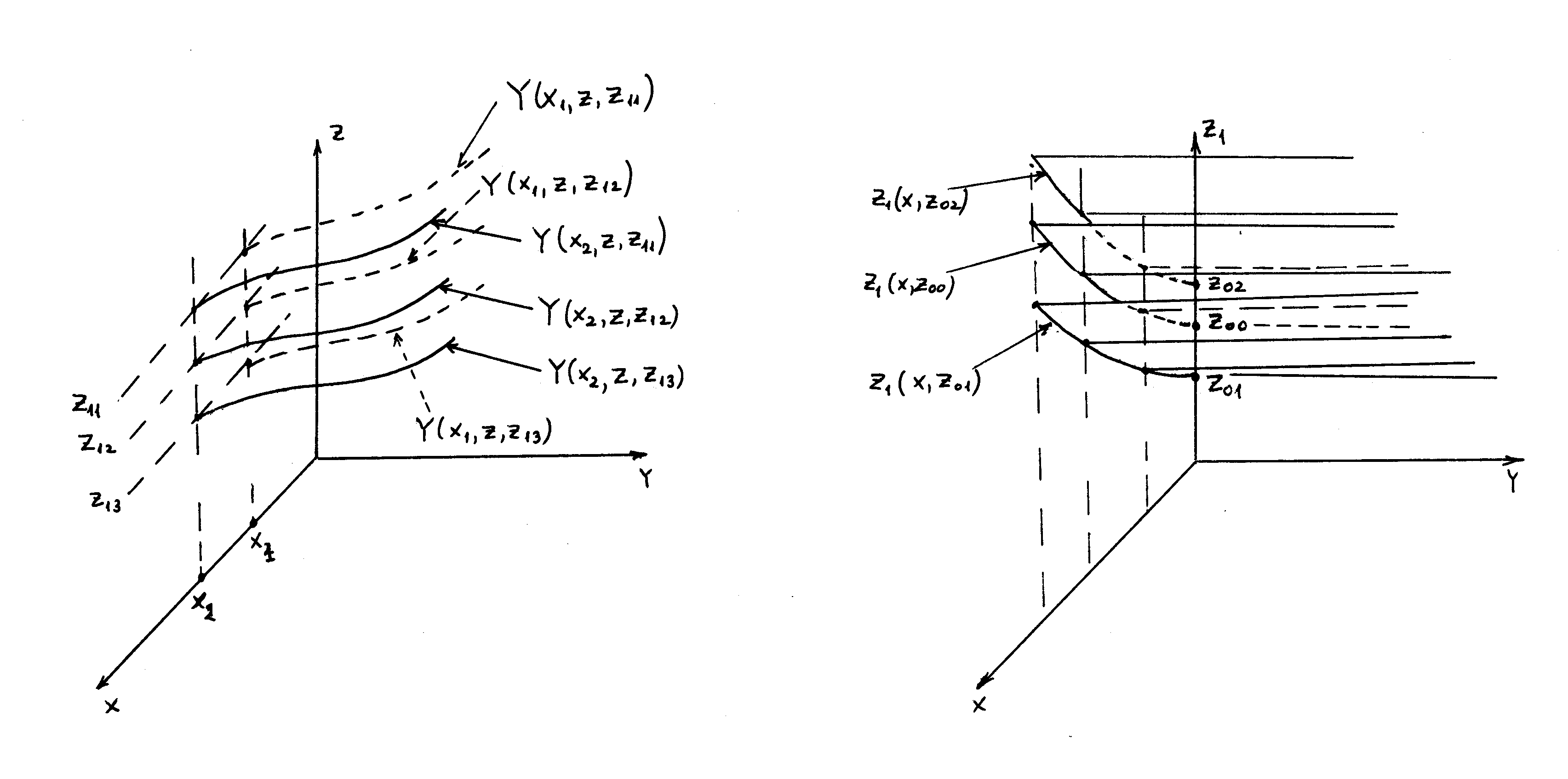
Integrarea treptată, întâi după y, apoi după x, pentru o formă integrabilă cu trei variabile

 În Fig.5 este ilustrată această procedură: dispariția dependenței de y înseamnă că, prin transformarea (2.15) suprafețele integrale au fost transformate în "cilindri" paraleli cu axa y. Scriind z1 =z1(x,z0) pentru soluția cu condiția la limită z1(x00,z0)=z0, putem scrie  pe Ω sub forma (1.14):

 Suprafețele pe care se află soluțiile ecuațiilor diferențiale date de Ω=0 sunt z0(x,y,z)=const. Dependența de x,y,z a lui z0 se obține rezolvând pentru z0 ecuația z = z(x,y,,z1(x,z0)).

#### Un exemplu
Considerăm

 pentru x,y,z împrejurul lui (x00,y00,z00)=(1,1,1). Condiția (2.13) este satisfăcută, dar Ω nu e o diferențială totală. Pentru a găsi pe F (a "integra" pe Ω) , rezolvăm întâi Ω=0 punând x=const (dx=0); obținem soluția  z(x,y,z1)=z1/y² (z=z1 când y=1). În noile variabile x,y,z1:

 Soluția ecuației Ω=0 (trebuie să fie independentă de y!) este z1(x,z0)=z0/x³ cu condiția la limită z1(1,z0)=z0 Deducem: z = z0/(x³y²), deci o funcție F posibilă este:

## Cazul general (n oarecare)
Construcția de la paragraful precedent se poate generaliza pentru n oarecare. În loc de o singură condiție de integrabilitate, rezultând din egalitatea derivatelor parțiale, vom avea in general Cn-12 = (n-1)(n-2)/2 condiții, toate însă având aceeași formă ca și (2.12) de mai sus: în loc de z(x,y) căutăm în general o soluție xn(x1,...,xn-1) a ecuației Ω = 0. De asemenea forma simetrică (2.13) a condiției de integrabilitate nu poate fi generalizată, deoarece matricii antisimetrice asociată natural cu ∂ai/∂xj-∂aj/∂xi (aici am pus xn ≡ z) nu îi corespunde un vector cu n componente, pentru n ≠ 3. Există însă un mod elegant, indicat de Frobenius , de a formula condițiile de integrabilitate pentru un n oarecare într-un mod care este formal invariant, atât la schimbarea lui n, cât și la schimbări ale coordonatelor. Arătăm cum se face aceasta pentru n=3 și enunțăm rezultatul în cazul general. Folosind notațiile x1=x, x2=y, x3=z, a1=a,a2=b,a3=c și Dij din (1.11), rescriem condiția (2.12) sub forma: 

unde u = (c,0,-a), v=(0,c,-b) sunt doi vectori, ale căror componente le notăm cu ui, vj, i,j=1,2,3. Cei doi vectori se află în planul Ω=0: 

Drept consecință a antisimetriei lui Dij forma(3.1) se anulează și dacă înlocuim pe u,v cu orice combinații liniare ale lor, cu alte cuvinte pentru orice doi vectori din planul Ω = 0. Formularea (3.1) & (3.2) (ca și (2.13) când n=3) este invariantă la schimbări de coordonate: aceasta se vede din formula (1.2.2) și ținând seama că ui,vj se transformă la fel ca și diferențialele dxi:

astfel incât expresiile (3.1) și (3.2) păstrează aceeași formă.
Cu aceasta, teorema lui Frobenius(1877) pentru n oarecare este:

Condiția necesară și suficientă pentru ca forma Ω să fie integrabilă este ca :

pentru orice doi vectori u,v din (hiper)planul Ω = 0 (Σ aiui = Σ aivi = 0).
Pentru n variabile, hiperplanul Ω=0 conține (n-1) vectori liniar independenți și deci ecuația (3.4) înseamnă (n-1)(n-2)/2 (numărul de perechi de vectori) condiții independente.
Remarca din paragraful precedent rămâne adevărată: dacă forma Ω este integrabilă, unul din coeficienții ei este ales constant  și coeficientul unei diferențiale - o numim dxa - este nul în întreaga vecinătate U a unui punct x0, atunci nici unul din ceilalți coeficienți ai formei nu mai depinde de xa. Aceasta este o consecință a teoremei lui Frobenius (3.4)  și permite construcția explicită a suprafeței integrale, iterând procedura de la sfârșitul paragrafului (începând de la ecuația (2.14))

## Exprimarea în limbajul formelor diferențiale
Condițiile de integrabilitate ale lui Frobenius pot fi exprimate foarte elegant în limbajul modern al formelor diferențiale. Amintim aici numai strictul necesar:
Fie e1,e2,...en o bază pentru Rn.O 1-formă diferențială asociază fiecărui punct x= x1e1 + x2e2+...x nen dintr-o mulțime deschisă U din Rn o formă liniară definită pe Rn. Dacă εi sunt formele liniare pe Rn definite prin 

 numim dxi acea 1-formă diferențială egală în fiecare x cu εi. O 1-formă diferențială arbitrară se poate scrie:

unde ai sunt funcții netede de x (ca mai sus). 
Produsul exterior a două 1-forme Ω1 si Ω2 este o formă biliniară antisimetrică asociată fiecărui punct x din U(o 2-formă); spațiul liniar al formelor biliniare antisimetrice are la fiecare x dimensiunea n(n-1)/2; o bază formează produsele dxiΛ dxj definite pe doi vectori ξ1,ξ2 din Rn prin 

 este aria proiecției paralelogramului subîntins de ξ1, ξ2 pe subspațiul subîntins de ei, ej. Se verifică:

Diferențiala exterioară a unei 1-forme este o 2-formă, definită prin 

unde dai este 1-forma dată de diferențiala totală a lui ai. Un calcul simplu arată că 

Analog, produsul exterior al unei 2-forme cu o 1-formă este o 3-formă, care este o conbinație liniară, cu coeficienți care depind de (x1,x2,...xn) a 3-formelor elementare dxi Λ dxj Λ dxk; acestea sunt funcționale (multi)liniare total antisimetrice de 3 vectori :

= volumul prismei determinate de "proiecțiile" vectorilor ξm, m=1,2,3, in subspațiul 3-dimensional generat de ei, ej, ek.
Cu aceasta, teorema lui Frobenius din paragraful precedent afirmă că o condiție necesară și suficientă pentru integrabilitatea 1-formei Ω este ca 2-forma dΩ să se anuleze pe orice pereche de vectori pe care Ω se anulează.
Evident, mulțimea vectorilor pe care Ω se anulează formează un subspațiu (n-1)-dimensional al lui Rn; să alegem o baza (en) a lui Rn astfel incât primii n-1 vectori sa subîntindă (hiper)planul Ω = 0. Putem exprima atunci foarte elegant condiția lui Frobenius prin egalitatea:

Această expresie se anulează într-adevăr pe orice "triplet" de vectori din Rn: e suficient sa verificăm aceasta pentru tripleți (ei,ej,ek): dacă toți trei se află în planul Ω=0 egalitatea e evidentă: deci unul din ei trebuie sa fie en: dar atunci, când dΩ(ei,en) ≠ 0, Ω (ej)=0; când Ω(en) ≠ 0, atunci dΩ(ei,ej)=0.Aceasta justifică formularea (4.8).

## Generalizări

### Sisteme de 1-forme diferențiale
Teorema lui Frobenius poate fi generalizată la sisteme de p forme diferențiale cu n variabile (p≤n-1):

Spunem că un astfel de sistem este integrabil daca există p funcții f1(x),f2(x),....astfel incât

cu bqi funcții netede de x. Observăm că aceasta nu inseamnă că fiecare formă diferențială a sistemului este integrabilă: un sistem de 2 1-forme de trei variabile este totdeauna integrabil, deși fiecare formă separat nu este integrabilă. De exemplu, sistemul format din:

poate fi scris:

 după schimbarea de variabile: x0=x/y2, z0=z-x0 (1-y3)/3.
În general, un sistem de n-1 1-forme cu n variabile este integrabil daca există un determinant de ordinul n-1 al coeficienților care este nenul (1-formele sunt independente). Motivul este că putem alege una din variabile - o numim xn - ca variabilă independentă și exprima diferențialele dxi, i≤n-1 ca functie de dxn, ceea ce este echivalent cu un sistem de n-1 ecuații diferențiale. Acesta admite local n-1 integrale prime, care pot fi folosite drept funcțiile fi din (5.2).

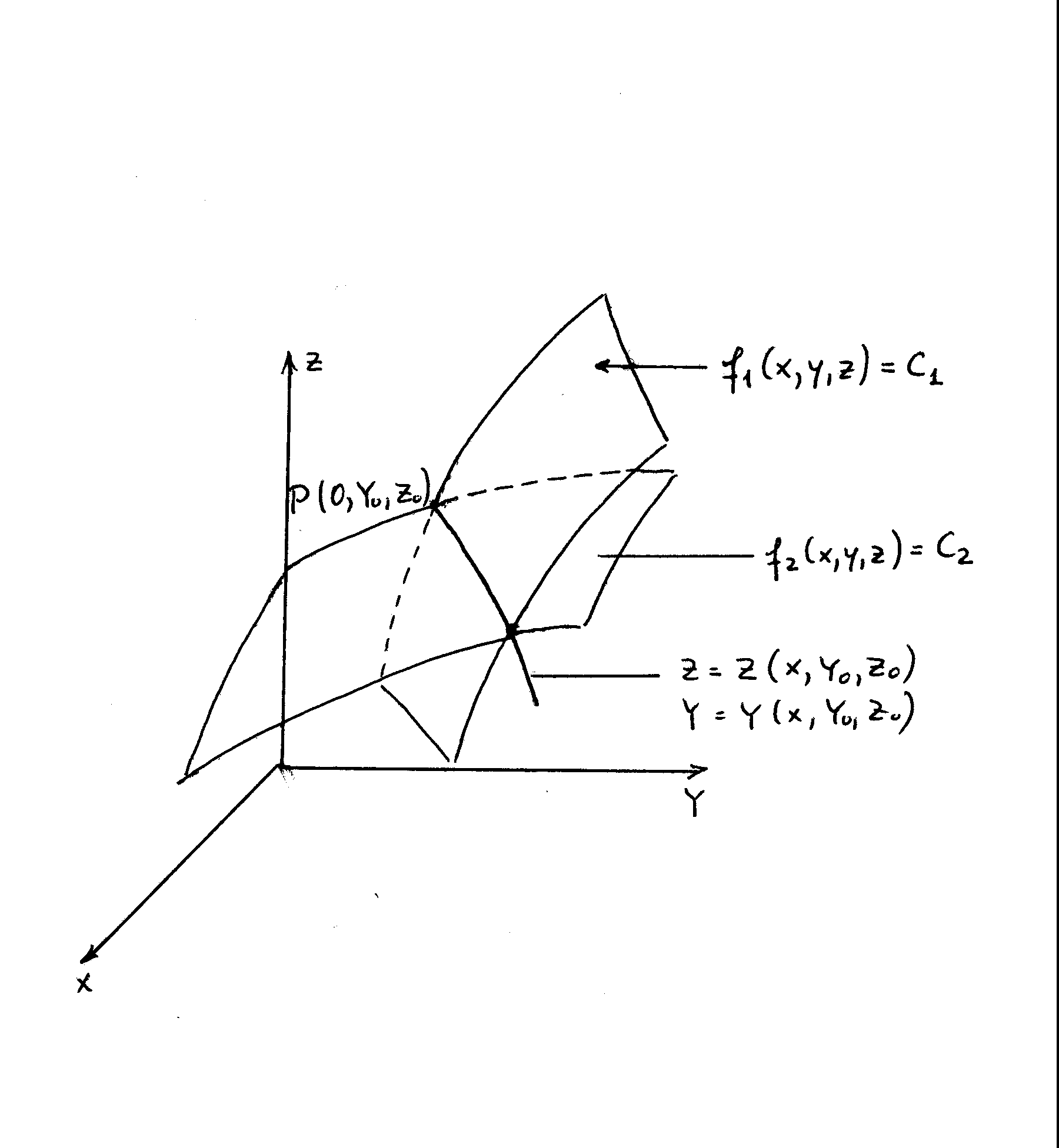
Fig.6.Un sistem de două forme cu trei variabile este totdeauna integrabil

Se vede de aici că problema integrabilității pentru un sistem de 2 forme diferențiale se pune numai de la 4 variabile in sus. (În general pentru un sistem de p forme, de la p+2 în sus). Geometric, integrabilitatea înseamnă că soluțiile tuturor ecuațiilor diferențiale reprezentate de sistemul:

se găsesc pe o varietate n-p dimensională a lui Rn. Schițăm pentru p=2 și n=4 modul în care se obțin condițiile de integrabilitate; se vede ușor cum procedura este generalizabilă la p și n oarecare. Presupunem că cele două forme sunt independente, adică există un determinant de ordinul doi format din coeficienții a(1)i,a(2)j care nu se anulează. Putem atunci „rezolva“ sistemul față de două diferențiale, pe care le numim dz1,dz2 astfel incât el ia forma:

Căutăm o soluție a acestui sistem z1(x,y,z10,z20), z2(x,y,z10,z20), unde z10,z20 sunt valorile luate de z1,z2 într-un punct x0,y0. Ca și în § 3, cele două egalități înseamnă că, pentru orice z10,z20:

O condiție necesară pentru existența unei soluții este ca, analog cu mai sus, ∂2zq/∂x∂y să fie același, independent de ecuația din care este calculat. Se obțin două condiții (q=1,2) analoge cu (2.12);le reproducem pentru completitudine:

 
In cartea sa Henri Cartan dă acestei condiții o formă mai transparentă; aici vrem să ne apropiem de o formulare asemănătoare cu cea a Teoremei lui Frobenius (3.4) ;scriem pentru aceasta sistemul (5.5) sub forma (5.2), punând a(1)3=-1, a(1)4=0; a(2)3=0, a(2)4=-1:

și observând că egalitățile (5.7) pot fi scrise sub forma:

unde u = (1,0,a(1)1, a(1)2), v = (0,1,a(2)1, a(2)2) sunt doi vectori, soluții ale sistemului de ecuații liniare:

(adică doi vectori din varietatea liniară Ω(q)=0,q=1,2). Forma (5.9) are avantajul că este invariantă atât la shimbări de coordonate cât și la combinații liniare între elemenetele sistemului (5.1).
Urmându-l pe Feodor Deahna, Frobenius demonstrează  că, în general, condiția necesară și suficientă pentru ca sistemul (II) de forme diferențiale să fie integrabil, este ca cele p forme antisimetrice (5.9) să se anuleze pe orice pereche de vectori aparținând varietății liniare (5.10) determinate de Ω(q)=0, q=1,..p.
Din (5.7) se vede că, dacă a(q)2(x)≡0, q=1,2, atunci ∂a(q)1/∂y = 0, q=1,2; deci, la fel ca în cazul unei singure forme (vezi remarca din §2.3), dacă un sistem de 1-forme este integrabil și coeficienții uneia din diferențiale se anulează identic, atunci variabila corespunzătoare dispare complet din toți coeficienții formelor sistemului . Aceasta este adevărat pentru orice p.
Cu aceasta, integrarea sistemului (5.5), atunci când (5.7) sunt satisfăcute, urmărește aceiași pași ca în cazul unei singure 1-forme: fixăm intâi pe x (dx=0) și obținem soluții z1,2=z1,2(x,y,ζ1,ζ2) ale ecuațiilor diferențiale corespunzătoare cu variabila independentă y: aici ζ1, ζ2 sunt valorile luate de z1,2 într-un punct "inițial" y00.Schimbând variabilele la x,y,ζ1,ζ2 coeficienții lui dy dispar complet, și, după ce sistemul a fost rezolvat față de diferențialele dζ1,dζ2, dependența de y dispare și ea. Dar acum avem de a face cu un sistem de 2 forme cu trei variabile independente, care este totdeauna integrabil. Procedura e ușor de generalizat pentru orice p, cu mai mulți pași intermdiari.
În limbajul formelor diferențiale, teorema lui Frobenius se exprimă pentru un sistem de p 1-forme prin p condiții, care, din cauza restricțiilor asupra vectorilor u,v se scriu acum:

pentru q=1,..p.

### Ecuații liniare și omogene cu derivate parțiale
Un alt mod de a aborda problema integrabilității, complementar celui de mai sus, se bazează pe studiul unor sisteme de ecuații liniare cu derivate parțiale, legate în mod simplu de 1-forma (1.1), sau de sistemele (5.1) de 1-forme: în vecinătatea oricărui punct x, în care cel puțin unul din determinanții de ordin p ai sistemului nu se anulează, există n-p vectori liniar independenți ale căror componente, netede față de x, le numim A(q)i(x), q=1,...,n-p, i=1,...n, soluții ale sistemului de ecuații (k=1,...p):

Dacă sistemul (5.1) este integrabil, soluțiile sistemului de ecuații diferențiale:

se găsesc pe o varietate n-p dimensională dată de ecuațiile f1(x)=C1,....,fp(x)=Cp (vezi (5.2)), cu C1,..,Cp constante. Deci, pentru orice k =1,...p: 

 Concludem că, dacă sistemul (5.1) este integrabil, sistemul de n-p ecuații liniare și omogene cu derivate parțiale:

admite p soluții independente, și anume fk(x),k=1,..p. Numim un sistem cu această proprietate „complet“ (urmând pe Alfred Clebsch  și pe Frobenius).  Dacă p=1, (5.15) consistă din n-1 ecuații cu derivate parțiale, ceea ce exprimă faptul că, dacă  Ω(1) este integrabilă, soluțiile tuturor celor n-1 sisteme de ecuații diferențiale, corepunzătoare celor n-1 alegeri posibile ale vectorilor A(q),. se află pe o suprafață f1=const. Deci cele n-1 ecuații cu derivate parțiale trebuie să admită o soluție comună dacă 1-forma este integrabilă. Dacă sistemul de 1-forme diferențiale conține p=n-1 ecuatii, el e totdeauna integrabil(vezi paragraful precedent); corespunzător, avem o singură (n-p=1) ecuație liniară cu derivate parțiale, care are totdeauna n-1 soluții independente (acestea sunt n-1 integrale prime independente ale sistemului de ecuații diferențiale (5.13)).
Reciproc, să presupunem că sistemul (5.15) admite p soluții independente fk(x),k=1,..p. Prin definiția (5.12) a lui A(q)i(x) printre soluțiile sistemului liniar (5.12) se numără vectorii formați din coeficienții a(k)j(x) (k=1,...,p; j=1,...,n) ale formelor (5.1). Deoarece la x fixat nu pot fi mai mult de p soluții independente, deducem că aceștia sunt combinații liniare ale vectorilor ∂fl/∂xj;

 cu coeficienți α(k)l depinzând de x. Deci sistemul de p 1-forme este integrabil.
Deducem că problema integrabilității este aceeași cu a completitudinii (în sensul de mai sus) a sistemului liniar și omogen (5.15) de ecuații cu derivate parțiale.
Discutând chestiunea din acest unghi, Alfred Clebsch a arătat în 1866 , folosind o metodă dezvoltată anterior de C.G.Jacobi că: un sistem de ecuații liniare și omogene cu derivate parțiale este complet dacă și numai dacă este închis față de operația de comutare a operatorilor L(q), adică pentru orice funcție netedă f și orice 1≤q1, q2≤n-p :

unde bq(x) sunt funcții netede de x . Uneori această condiție de închidere este trecută tot sub numele de „condiția lui Frobenius“.
Este ușor de arătat că ecuația (5.17) este echivalentă cu condiția lui Frobenius (5.9) din paragraful precedent. Pentru aceasta, este suficient să calculăm explicit comutatorul din (5.17):

Dacă (5.17) are loc, atunci vectorul C cu componente Cj, definite în (5.18), trebuie să fie o combinație liniară a vectorilor A(q), q=1,...n-p și deci verifică:

deoarece A(q) îndeplinesc (5.12); derivând (5.12) față de xi, deducem că, pentru orice i=1,...n :

Substituind pe Cj(x), definit de (5.18) în egalitatea (5.19) și folosind (5.20) obținem (rebotezând unii indici):

Dar acum e ușor de văzut că, dacă această egalitate are loc pentru vectorii A(q1),A(q2), ea are loc pentru orice pereche de combinații liniare ale lor; mai mult, putem să înlocuim coeficienții a(r)i și cu combinații liniare ale lor (față de r) cu coeficienți depinzând de x, fără să alterăm egalitatea. Acesta este însă exact criteriul lui Frobenius (5.19) pentru integrabilitatea sistemelor de 1-forme diferențiale. Concludem că integrarea unui astfel de sistem duce direct la soluția sistemului complet de ecuații (5.15).

## Remarci istorice
Ecuația Ω = 0 reprezintă pentru 2 variabile independente o ecuație diferențială obișnuită, care are, în afară de cazuri speciale , o soluție, reprezentată printr-o curbă, determinată complet de condițiile inițiale; pentru n ≥ 3 variabile, soluția ar trebui să fie o (hiper)suprafață, dar aceasta nu este posibil decât dacă anumite condiții de integrabilitate sunt satisfăcute (vezi §2). Necesitatea (vezi §2)acestor condiții a fost recunoscută de la început, desigur de J.F.Pfaff (1765-1825) (după care 1-formele sunt adesea numite) dar suficiența lor a fost demonstrată pentru prima oară de F.Deahna  în 1840, și pentru sisteme de
forme diferențiale (vezi §4). Metoda lui de construcție a suprafețelor integrale e cea descrisă în text. 
Chiar dacă Ω nu este integrabilă, numărul ei de termeni poate totuși, la schimbări de coordonate judicioase, să scadă: de exemplu, astfel incât Ω să poata fi prezentată ca o sumă de două diferențiale totale, cu coeficienți depinzând de x. "Problema lui Pfaff” constă în determinarea, pentru o formă Ω dată, a numărului minim de diferențiale totale a căror sumă o poate reprezenta (cu coeficienți dependenți de x), și în determinarea transformărilor de coordonate care duc la această prezentare. Evident, stabilirea condițiilor de integrabilitate a formelor diferențiale este inclusă în această chestiune. Problema a fost lamurită prin lucrările lui C.G.Jacobi, L.Natani, A.Clebsch, G.F.Frobenius și G.Darboux. Lucrarea lui A.Clebsch din 1866 stabilește condiția de închidere (5.17) drept necesară și suficientă pentru ca sistemul de n-p ecuații cu derivate parțiale (5.15 ) să admită p soluții independente. Într-un articol amplu în 1877, Frobenius recapitulează (foarte clar de citit!) lucrările predecesorilor, stabilește echivalența lor, formuleaza condițiile de integrabilitate in forma prezentată aici (ecuațiile (3.4),(5.9)) și precizează cazurile posibile care apar în soluția problemei lui Pfaff. În același an, G.Darboux dă o soluție mai rapidă, dar similară ca spirit, problemei lui Pfaff.  
În prezentările moderne ale mecanicii clasice, care pornesc de la invarianții integrali ai lui Poincaré o formă specială a teoremei lui Darboux din lucrarea  joacă un rol central(vezi de exemplu manualele , .
În 1909, Carathéodory a prezentat o formulare geometrică a termodinamicii, în care conținutul principiului al doilea este în bună măsură redus la afirmația că forma diferențială reprezentând cantitatea de căldură schimbată de un sistem fizic cu exteriorul are proprietatea remarcabilă de a fi integrabilă (§2.3). Analiza echilibrului termic între sisteme fizice duce la identificarea factorului integrand cu temperatura absolută. Modul acesta de privire a fost adoptat numai treptat de fizicieni (Max Born a fost un promotor important al lui, iar mai târziu trebuie citat H.A.Buchdahl).Faptul că factorul integrand al cantității de căldură are o interpretare atât de simplă face ca problemele legate de forme diferențiale să poată fi evitate în aplicațiile practice ale termodinamicii, pentru care condițiile (1.6) pentru diferențiale totale se dovedesc a fi suficiente.
Prezentările moderne ale teoremei lui Frobenius utilizează metodele formelor diferențiale, introduse în geometrie în jurul lui 1900 de Élie Cartan. Referințe standard, folosite în acest articol sunt cărțile lui Henri Cartan și Vladimir Arnold. 